# Snoezelen
Snoezelen er et begreb, der oftest anvendes om særlige sanserum, som findes i mange institutioner og bruges til forskellige pædagogiske og terapeutiske formål som f.eks. afslapning, sanseintegration samt fysio- og psykoterapi.
Snoezelen opstod i Holland i 1970'erne. Ordet 'snoezel' er en kombination af de to hollandske ord 'snuffelen' og 'doezelen', som betyder henholdsvis at snuse og at blunde/sove.
Der findes i Danmark flere snoezelhuse, som er indrettet efter snoezel-princippet.
Snoezelhusene anvendes bl.a. til terapi for såvel udviklingshæmmede børn og voksne. Der er dog ikke meget forskning der viser at denne type terapi har nogen effekt.